# آودا ماس
نهر آودا ماس (تنطق بالهولندية: [ˌʌu̯də ˈmaːs]) وتعني (نهر الميز القديم) هو فرع من نهر الراين، ورافد سابق لنهر الميز، في مقاطعة جنوب هولندا بهولندا. وهو يبدأ في مدينة دوردريخت حيث ينقسم نهر بينيدن ميرفيده إلى نهر نورد وآودا ماس. وينتهي عند انضمامه إلى نهر نيوا ماس ليشكل هيت سخيور

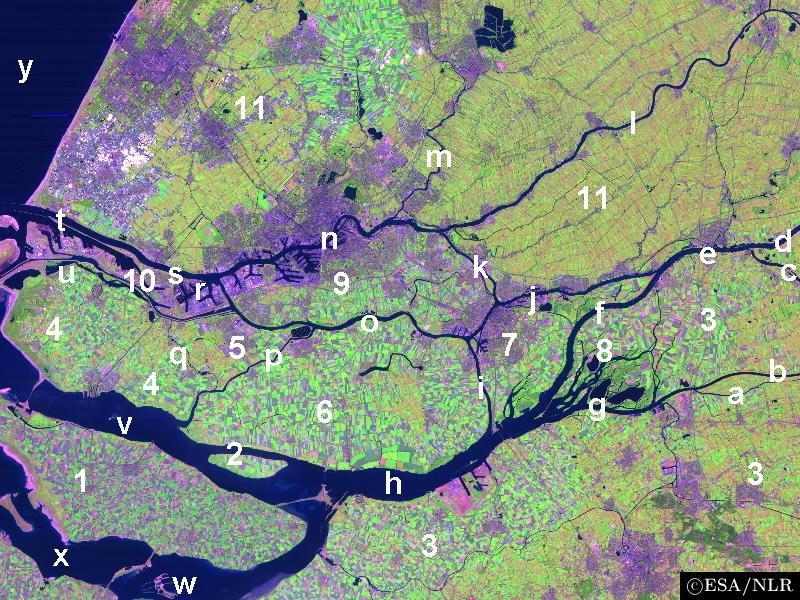
صورة فضائية للجزء الشمالي الغربي من دلتا الراين - الميز ويظهر بها نهر آودا ماس (0).